# KV Oostende in het seizoen 1994/95
Dit artikel beschrijft de prestaties van de Belgische voetbalclub KV Oostende in het seizoen 1994–1995.

## Gebeurtenissen

### Transfers
Ondanks de interesse van KV Mechelen bleef trainer Raoul Peeters in Oostende. In de zomer van 1994 moest hij afscheid nemen van spits Björn Renty, die naar streekgenoot Cercle Brugge overstapte. In ruil trok de club Yves Soudan van Standard Luik en oud-international Nico Claesen aan. De Engelse aanvaller Tony Obi keerde na een seizoen bij derdeklasser SK Roeselare terug naar de kust.

### Competitie
Oostende begon de competitie met een thuisnederlaag tegen RFC Seraing, maar zette dat recht door op de tweede speeldag verrassend te winnen van Club Brugge. De naburige topclub werd in het Olympiastadion met 2–3 verslagen. Oostende kwam 0–3 voor via doelpunten van Gerry Poppe, Yves Soudan en Mike Origi.
De Kustboys konden de uitstekende prestatie niet doortrekken. Oostende verloor na de verrassende zege tegen Club Brugge  met zware cijfers van Antwerp FC (0-3) en KV Mechelen (4–1). Ook in de rest van het seizoen zouden de West-Vlamingen nog enkele keren met zware cijfers onderuitgaan. Op de vijftiende speeldag verloor Oostende met 7–1 van Eendracht Aalst. In de terugronde nam Club Brugge sportieve wraak voor de nederlaag uit de heenronde; het kwam in het Albertparkstadion met 1–6 winnen.
Onder impuls van hoofdsponsor Aimé Desimpel investeerde het Oostendse bestuur in het seizoen 1994/95 in een nieuw businessgebouw. Het sportieve aspect van de club verzeilde op de achtergrond, met als gevolg dat het team van trainer Peeters de uitstekende prestaties van het seizoen 1993/94 niet kon evenaren. Door de vele zware competitienederlagen zakte Oostende al snel weg naar de degradatiezone. Na 30 speeldagen stapte Peeters op en nam zijn assistent Ronni Brackx de sportieve leiding over. Oostende belandde uiteindelijk op de voorlaatste plaats in het klassement en zakte zo na twee seizoenen terug naar de Tweede Klasse.

### Beker van België
In de Beker van België bereikte Oostende net als een jaar eerder de 1/8 finale. RWDM, dat een seizoen eerder Oostende had uitgeschakeld, werd nu zelf in de eerste ronde uit het toernooi gewipt na een nipte zege (2–1). In de 1/8 finale verloor Oostende na strafschoppen van RFC Seraing.

## Spelerskern
| Naam                   | Nationaliteit | Geboortedatum | Vorige club                 |
| ---------------------- | ------------- | ------------- | --------------------------- |
| Keepers                |               |               |                             |
| Christophe Lycke       | België        | 21-06-1966    | Cercle Brugge (1985–1986)   |
| Luc Devroe             | België        | 16-12-1965    | Sint-Niklase SK (1988–1990) |
| Kurt Stoops            | België        | 09-04-1970    | KSV Bornem (1992–1993)      |
| Verdedigers            |               |               |                             |
| Daniel Maes            | België        | 07-07-1966    | Sint-Niklase SK (1985–1993) |
| Eric Pinson            | België        | 29-04-1964    | Francs Borains (1988–1990)  |
| Danny Devuyst          | België        | 01-04-1970    | /                           |
| Patrick Van Veirdeghem | België        | 19-01-1963    | Antwerp FC (1990–1993)      |
| Didier Ndama Bapupa    | Zaïre         | 30-06-1972    | Motema Pembe (1992–1993)    |
| Bart Deschacht         | België        | 08-06-1972    | /                           |
| Johnny Nierynck        | België        | 07-01-1973    | /                           |
| Stéphane Monnier       | België        | 13-09-1973    | RSC Anderlecht (1992–1993)  |
| Bart Mauroo            | België        | 08-04-1968    | KV Mechelen (1992–1994)     |
| Middenvelders          |               |               |                             |
| Xavier Bertein         | België        | 11-03-1970    | /                           |
| Bart De Waele          | België        | 25-12-1961    | Sint-Niklase SK (1989–1990) |
| Patrick Bonomi         | België        | 15-10-1965    | Standard Luik (1984–1988)   |
| Gerry Poppe            | België        | 19-09-1970    | KSK Beveren (1991–1993)     |
| Zdzisław Janik         | Polen         | 11-11-1964    | Wisła Kraków (1989–1993)    |
| David Gérard           | België        | 22-11-1971    | Standard Luik (1987–1992)   |
| Wim Cuffez             | België        | 27-12-1974    | /                           |
| Ross Tannock           | Schotland     | 30-04-1971    | Motherwell FC (1989–1991)   |
| Peter Quintelier       | België        | 02-10-1967    | Sint-Niklase SK (1987–1994) |
| Sidney Lammens         | België        | 14-06-1977    | /                           |
| Aanvallers             |               |               |                             |
| Nico Claesen           | België        | 01-10-1962    | Antwerp FC (1993–1994)      |
| Mike Origi             | Kenia         | 16-11-1967    | Boshar FC (1992)            |
| Kayode Keshinro        | Nigeria       | 25-12-1973    | KFC Eeklo (1989–1993)       |
| Tony Obi               | Engeland      | 15-09-1965    | SK Roeselare (1993–1994)    |
| Yves Soudan            | België        | 23-10-1967    | Standard Luik (1993–1994)   |
| Zbigniew Świętek       | Polen         | 19-10-1966    | Wisła Kraków (1989–1993)    |

- = aanvoerder

### Technische staf
| Functie         | Naam          | Nationaliteit | Opmerking                              |
| --------------- | ------------- | ------------- | -------------------------------------- |
| Coach           | Raoul Peeters | België        | Peeters stapte na 30 speeldagen op.    |
| Assistent-coach | Ronni Brackx  | België        | Hoofdcoach na het vertrek van Peeters. |

## Uitrustingen
Shirtsponsor(s): Desimpel (voorzijde) / Kasteel Bier (achterzijde)

Sportmerk: Diadora
| Thuis |

## Transfers

### Zomer
| Naam                         | Nationaliteit | Van / Naar      | Type       |
| ---------------------------- | ------------- | --------------- | ---------- |
| Inkomend                     |               |                 |            |
| Nico Claesen                 | België        | Antwerp FC      | Gekocht    |
| Peter Quintelier             | België        | Sint-Niklase SK | Gekocht    |
| Yves Soudan                  | België        | Standard Luik   | Gekocht    |
| Tony Obi                     | Engeland      | SK Roeselare    | Einde huur |
| Uitgaand                     |               |                 |            |
| Björn Renty                  | België        | Cercle Brugge   | Verkocht   |
| Faustino-Luis Banza-Lampreia | België        | RU Liégeoise    | Verkocht   |

### Winter
| Naam        | Nationaliteit | Van / Naar  | Type |
| ----------- | ------------- | ----------- | ---- |
| Inkomend    |               |             |      |
| Bart Mauroo | België        | KV Mechelen | Huur |

## Eerste klasse

### Klassement
|         |    |                    | GW | W  | G  | V  | DV | DT | DS  | Ptn |
| ------- | -- | ------------------ | -- | -- | -- | -- | -- | -- | --- | --- |
| K (CL)  | 1  | RSC Anderlecht     | 34 | 23 | 6  | 5  | 80 | 31 | 49  | 52  |
| (UEFA)  | 2  | Standard Luik      | 34 | 21 | 9  | 4  | 52 | 23 | 29  | 51  |
| (beker) | 3  | Club Brugge        | 34 | 21 | 7  | 6  | 68 | 31 | 37  | 49  |
| (UEFA)  | 4  | Eendracht Aalst    | 34 | 14 | 11 | 9  | 63 | 57 | 6   | 39  |
| (UEFA)  | 5  | Lierse SK          | 34 | 14 | 9  | 11 | 52 | 52 | 0   | 37  |
|         | 6  | Germinal Ekeren    | 34 | 12 | 13 | 9  | 57 | 39 | 18  | 37  |
|         | 7  | Lommel SK          | 34 | 13 | 9  | 12 | 44 | 41 | 3   | 35  |
|         | 8  | Sint-Truidense VV  | 34 | 11 | 13 | 10 | 34 | 35 | -1  | 35  |
|         | 9  | RFC Seraing        | 34 | 12 | 10 | 12 | 53 | 45 | 8   | 34  |
|         | 10 | KSK Beveren        | 34 | 10 | 12 | 12 | 40 | 46 | -6  | 32  |
|         | 11 | KV Mechelen        | 34 | 11 | 9  | 14 | 41 | 46 | -5  | 31  |
|         | 12 | RWDM               | 34 | 10 | 11 | 13 | 34 | 41 | -7  | 31  |
|         | 13 | Sporting Charleroi | 34 | 10 | 11 | 13 | 33 | 43 | -10 | 31  |
|         | 14 | AA Gent            | 34 | 11 | 8  | 15 | 41 | 53 | -12 | 30  |
|         | 15 | Cercle Brugge      | 34 | 9  | 10 | 15 | 43 | 52 | -9  | 28  |
|         | 16 | Antwerp FC         | 34 | 8  | 8  | 18 | 40 | 56 | -16 | 24  |
|         | 17 | KV Oostende        | 34 | 5  | 9  | 20 | 34 | 81 | -47 | 19  |
|         | 18 | Club Luik          | 34 | 5  | 7  | 22 | 35 | 72 | -37 | 17  |